# Bohdana Kraszewska-Domańska
Bohdana Kraszewska-Domańska (ur. 7 lutego 1921 w Mieczysławowie, zm. 18 lipca 2007 w Komorowie) – polska zootechniczka, uczestniczka powstania warszawskiego.

## Życiorys
Była córką Mieczysława Kraszewskiego, kierownika Szkoły Rolniczej w Mieczysławowie, i Irena z domu Kwiatkowskiej. Jej matka była pierwszą absolwentką SGGW. Ojciec też skończył studia na tej uczelni.
Od 1940 działała w konspiracji. Przyjęła pseudonim „Czarna”. Należała do Kedywu KG AK (Brygada Dywersyjna „Broda 53”, Oddział „Dysk”, dywersja i sabotaż kobiet). W czasie powstania warszawskiego była strzelczynią w Zgrupowania „Radosław” (pułk „Broda 53”, kompania „Dysk”). W drugiej połowie sierpnia 1944 została łączniczką Alfonsa Kotowskiego w Grupie „Kampinos”.
Studiowała na Uniwersytecie Marii Curie-Skłodowskiej w Lublinie. Doktorat uzyskała w Wyższej Szkole Rolniczej w Lublinie w 1962. Habilitowała się na SGGW w 1964. Profesurę otrzymała w 1975. Pracowała na Uniwersytecie Marii Curie-Skłodowskiej oraz w Wyższej Szkole Rolniczej w Lublinie (późniejsza Akademia Rolnicza), gdzie w latach 1946–1969 kierowała Zakładem Hodowli Drobiu. Następnie do 1981 pracowała w Instytucie Genetyki i Biotechnologii Zwierząt PAN w Jastrzębcu jako kierowniczka Pracowni Genetyki Drobiu. 
Specjalizowała się w genetyce, selekcji i hodowli drobiu. Napisała ponad 40 prac badawczych. Jej zasługą jest wykrycie błędu we wzorze na zysk genetyczny Lemera i Mc Crude oraz ocalenie rodzimej rasy gęsi biłgorajskiej. Przygotowała 20 ekspertyz, napisała 5 książek.
Należała m.in. do Polskiego Towarzystwa Zootechnicznego, Polskiego Towarzystwa Genetyki i Lubelskiego Towarzystwa Naukowego. Była członkinią rad naukowych Instytutu Zootechniki i Instytutu Genetyki i Hodowli Zwierząt PAN, Centralnego Laboratorium Przemysłu Jajczarsko-Drobiowego, Komitetu ds. Drobiarstwa, Rady Naukowej przy Ministerstwie Rolnictwa oraz Senackiej Komisji ds. Nauki i Popularyzacji.

## Odznaczenia
- Krzyż Walecznych
- Krzyż Armii Krajowej
- Srebrny Krzyż Zasługi z Mieczami
- Warszawski Krzyż Powstańczy
- Medal Wojska
- Pamiątkowa Odznaka „Akcji Burza”
- Odznaka „Weteran Walk o Wolność i Niepodległość Ojczyzny”[2]